# (37171) 2000 WO28
2000 WO28 (asteroide 37171) é um asteroide da cintura principal. Possui uma excentricidade de 0.13114480 e uma inclinação de 15.18930º.
Este asteroide foi descoberto no dia 23 de novembro de 2000 por NEAT em Haleakala.